# Марко Родригез
Марко С. Родригез (енгл. Marco S. Rodríguez; рођен Лос Анђелес, Калифорнија, 10. јул 1953), амерички је позоришни, филмски и ТВ глумац. Током своје каријере, појавио се у више од 130 филмова и серија.